# 서원대학교
서원대학교(西原大學校, Seowon University)는 충청북도 청주시에 위치한 사립 대학이다. 1968년 설립된 청주여자초급대학을 모태로 한다. 이후 1992년 현재의 교명으로 변경하였다. 대학 발전 시기, 일종의 단과대학인 사범대학으로 성장하였으나, 일반대학으로 전환된 현재도 단과대학 중 하나로 남아있다.
영문 약칭으로 SWU를 사용하며, 국문 약칭으로 서원대(西原大) 등이 사용되며, 관습적으로 청주사대(淸州師大) 등이 사용된다.

## 연혁

### 설립 초기
1968년 3월 9일, 서원학원에 의하여 현재의 전문대학 형태로 변모한 초급대학 편제인 청주여자초급대학이 개교하였다. 1970년 3월, 단과대학인 청주여자대학으로 승격되었고, 1973년 3월 1일, 청주여자사범대학으로 교명을 변경한다.
1988년, 교명의 지명을 배재한 채 서원대학으로 교명을 변경하였고, 1992년 3월 13일, 대한민국 「교육법」 개정에 따라 일반대학으로 전환하여 서원대학교로 교명을 변경하였다.

### 1990년대 이후
1994년 10월 21일, 서원대학교 최초의 대학원인 교육대학원을 설립하고, 2005년 7월, 대한민국 대학으로써는 최초로 조선민주주의인민공화국 평양시에서 국제학술대회를 개최한 바 있다.
2019년, 대학 개교 50주년을 맞이하였다.

## 교육편제
서원대학교의 학부 과정은 사범대학, 글로컬공공서비스대학, 바이오헬스융합대학, 문화예술체육대학, 미래대학 등 5개 단과대학 아래 7개 학부, 32개 학과가 설치되어 학사 학위 과정을 편제하고 있다.
대학원은 일반대학원과 특수대학원으로 구분되어 있으며, 교육대학원과 산업대학원이 특수대학원으로 설치되어 있다.

## 위상
다음은 서원대학교의 위상 및 활동과 관련한 각종 지표들이다.
| 서원대학교의 위상과 활동에 관련된 지표 |
| --- |
| - 2013년 12월 27일: 1주기 대학기관평가인증 '인증' 획득(2014.1.1 ~ 2018.12.31 / 5년) - 2017년 9월 14일: 제18회 중소기업기술혁신대전 국무총리상 수상 - 2017년 12월 19일: 2017 일자리창출지원 부문 대통령 표창 수상 - 2018년 1월 26일: 2017 자유학기제 유공기관 부총리 겸 교육부장관 표창 수상 - 2018년 8월 23일: 교육부 대학기본역량진단 결과 자율개선대학 선정 - 2019년 12월 20일: 2주기 대학기관평가인증 '인증' 획득(2019.1.1 ~ 2023.12.31 / 5년) - 2020년 4월 21일: 지역통일교육센터 설립 - 2020년 9월 27일: 교원양성기관평가 A등급, 부총리 표창 |

## 사건과 비판

### 서원대학교 학교법인 경영권 논란
2008년 현대백화점그룹이 서원학원의 인수를 추진했으나, 학교법인 측에서는 경영권 양도를 거부하였다. 결국 2011년 현대백화점그룹이 인수를 포기한 후, 제2 우선협상대상자였던 (주)에프엑스 측과의 학교법인 인수 협상이 타결되어 2012년 3월 28일 교육부가 (주)에프엑시스 대표 손용기의 이사장 취임을 승인하고, 2012년 4월 24일 손용기는 이사장에, 그의 아들 손석민은 총장에 취임하였다.

## 캠퍼스 풍경
서원대학교는 충청북도의 사립 대학으로, 모충동에 그 교사가 위치한다. 캠퍼스 내 약 21개 동의 건축물이 위치하고 있다.
캠퍼스 동북부 무심서로를 통해 캠퍼스 접근이 가능하며, 캠퍼스 동측의 청남로를 통해 남부 방향으로 청주교육대학교와 인접하며, 북측의 모충로를 통해 서부 방향으로 충북대학교 개신캠퍼스에 접근할 수 있다.